# Jacek Rodziewicz
Jacek Rodziewicz – polski saksofonista i pianista, członek zespołów: Atrakcyjny Kazimierz i Opera. W latach 1998–1999 członek grupy Kult. Pracuje także jako konserwator zabytków.

## Dyskografia
- Atrakcyjny Kazimierz Prawdziwa miłość
- Atrakcyjny Kazimierz Przychodził nocą
- Atrakcyjny Kazimierz Dzianina
- Kazik Spalam się
- Republika Bez prądu
- Kult "Dziewczyna bez zęba na przedzie" (singel)